# Henri Duteil
Pour les articles homonymes, voir Duteil.
Henri Duteil (4 octobre 1922 à Outreau en France - 10 février 1943) est un résistant français.

## Biographie
Fils de Lucien Duteil, mécanicien, et Maria Caffier, ménagère, Henri Duteil est membre des Francs-Tireurs Partisans. Il participe à des opérations de sabotage sur le port de Boulogne-sur-Mer, qui privent les occupants de dizaine de milliers de litres de carburants, n’hésitant pas à percer à plusieurs reprises une péniche chargée du précieux liquide. Il tente également d’incendier une vedette rapide. Avec son ami Albert Pruvost, il réalise des opérations de sabotage contre des lignes téléphoniques du secteur portuaire, qui entrave l’action de l’artillerie anti-aérienne allemande.
En mai 1942, son frère Raymond est arrêté ; aussi Henri décide-t-il de mettre un terme à ses activités. Au cours du premier sabotage, qui se situe au début de l’année 1942, il est sérieusement brûlé aux jambes. Après les investigations de la Gestapo et l’aide d’un traître, un travailleur de nationalité étrangère, le jeune Saint-Martinois, âgé de 20 ans, est arrêté en octobre 1942, à son domicile du 121 route de Saint-Omer.  Il est dirigé sur la prison des Quatre Moulins. Le 6 octobre, il part en train. Le 26 décembre, il est jugé. Il est condamné deux fois à mort et une autre fois à 20 ans de travaux forcés. Sa mère ne sera autorisée à le voir qu’une seule fois à la prison de Loos, où se trouve également son frère Raymond.
Officiellement, il n’appartient à aucune organisation de résistance nationale, mais il fait partie d’un groupe qui s’est spontanément formé à l’appel des émissions de la France libre. Il est l’un des responsables de la Jeunesse ouvrière chrétienne du Boulonnais (JOC).
Il est fusillé par les Allemands, le 10 février 1943. Avant de mourir, il rédige pour sa mère une lettre particulièrement émouvante[réf. souhaitée]. Le 16 février, Mme Duteil est priée de passer à la sous-préfecture, où on lui annonce que le recours en grâce en faveur de son enfant a été accepté. Mais les Allemands, qui en voulaient à ce jeune Français qui avait causé tant de dommages à leur armée, n’ont pas attendu la suite de ce recours, qu’ils redoutaient sans doute en raison de son jeune âge.
Ce sera plus tard que l’on retrouvera l’endroit où il est enterré. Sa trace sera retrouvée par le lieutenant FFI Verkinder grâce à la liste saisie dans la serviette du sonderführer Schmidt. Inhumé dans un premier temps au terrain d’aviation de Marquette, il est exhumé en novembre 1944, pour être réinhumé dans le cimetière de Saint-Martin-Boulogne, le 11 novembre 1944. Lors du retour du corps, Jeannil Dumortier prononce un discours, au nom de la délégation spéciale et du Comité de Libération de Saint-Martin, en présence du Major O’Hara, représentant les autorités alliées et de la garde d’honneur des FFI. Il est déclaré mort pour la France, par le ministre des Anciens Combattants, le 19 mai 1949.